# Lei da gravitação universal
A lei da gravitação universal afirma que, se dois corpos possuem massa, ambos estão submetidos a uma força de atração mútua proporcional às suas massas e inversamente proporcional ao quadrado da distância que separa seus centros de gravidade. Essa lei foi formulada pelo físico inglês Isaac Newton em sua obra Philosophiae Naturalis Principia Mathematica, publicada em 1687, que descreve a lei da gravitação universal e as Leis de Newton — as três leis dos corpos em movimento que assentaram-se como fundamento da mecânica clássica.
{\displaystyle F=G{\frac {m_{1}m_{2}}{r^{2}}}\ }
A gravidade é uma força fundamental de atração que age entre todos os objetos por causa de suas massas, isto é, a quantidade de matéria de que são constituídos. A gravidade mantém os objetos celestes unidos e ligados, como os gases quentes contidos pelo Sol e os planetas, confinados às suas órbitas. A gravidade da Lua causa as marés oceânicas na Terra. Por causa da gravitação, os objetos sobre a Terra são atraídos para seu centro.

## História
Ainda que os efeitos da gravidade sejam fáceis de notar, a busca de uma explicação para a força gravitacional tem embaraçado o homem durante séculos. O filósofo grego Aristóteles empreendeu uma das primeiras tentativas de explicar como e por que os objetos caem em direção à Terra. Entre suas conclusões, estava a ideia de que os objetos pesados caem mais rápido que os leves. Embora alguns tenham se oposto a essa concepção, ela foi comumente aceita até o fim do século XVII, quando as descobertas do cientista italiano Galileu Galilei ganharam aceitação. De acordo com Galileu, todos os objetos caíam com a mesma aceleração, a menos que a resistência do ar ou alguma outra força os freasse.

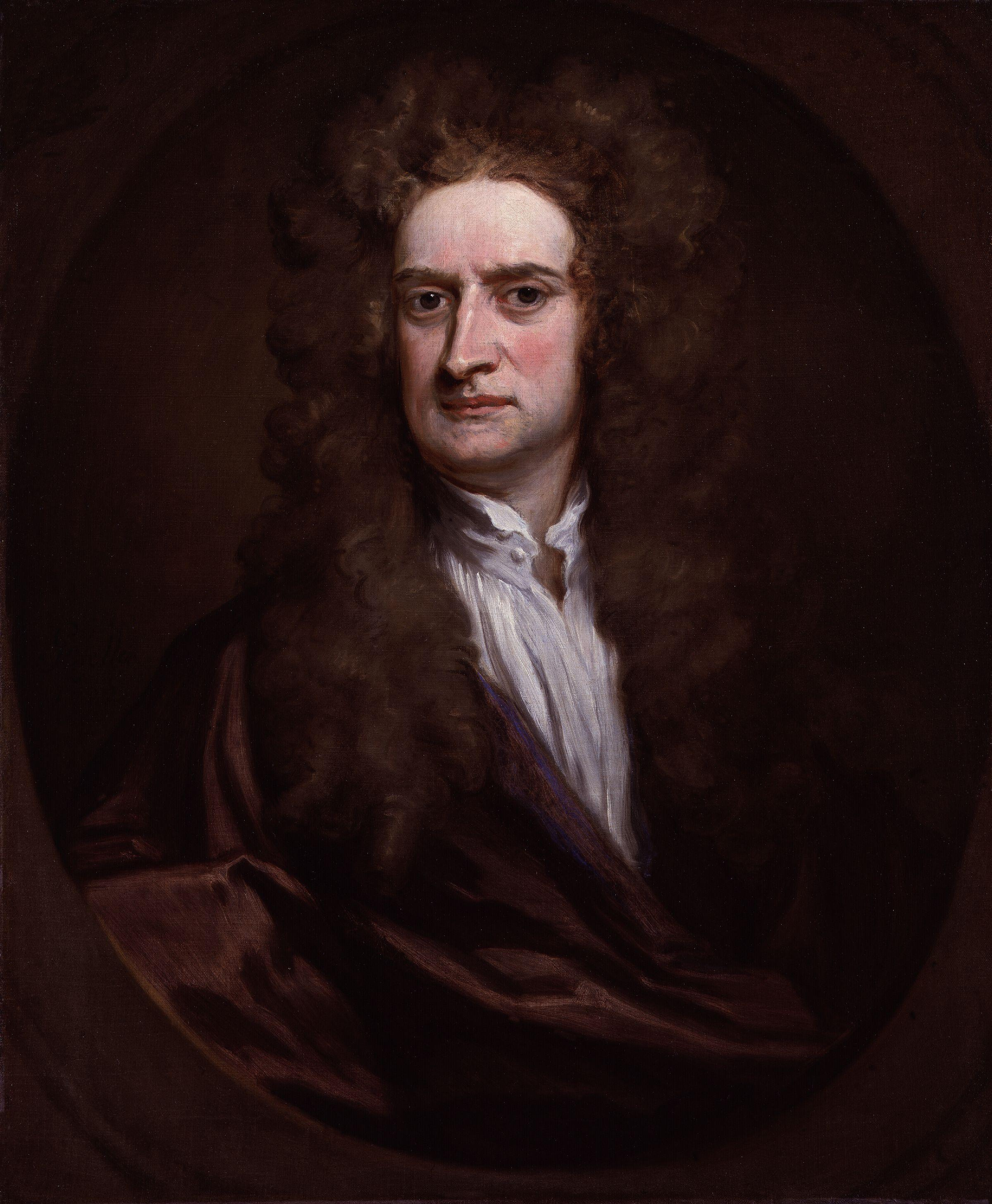
Sir Isaac Newton, o primeiro a formular a lei da gravitação universal.

Os antigos astrônomos gregos estudaram os movimentos dos planetas e da Lua. Entretanto, o paradigma aceito hoje foi determinado por Isaac Newton, físico e matemático inglês, baseado em estudos e descobertas feitas pelos físicos que até então trilhavam o caminho da gravitação. Como Newton mesmo disse, ele chegou a suas conclusões porque estava "apoiado em ombros de gigantes". No início do século XVII, Newton baseou sua explicação em cuidadosas observações dos movimentos planetários, feitas por Tycho Brahe e por Johannes Kepler. Newton estudou o mecanismo que fazia com que a Lua girasse em torno da Terra. Estudando os princípios elaborados por Galileu Galilei e por Johannes Kepler, conseguiu elaborar uma teoria que dizia que todos os corpos que possuíam massa sofreriam atração entre si.
Galileu Galilei previamente estabeleceu uma relação entre a queda dos corpos e os movimentos planetários. Alguns contemporâneos de Newton, como Robert Hooke, Christopher Wren e Edmund Halley, também fizeram avanços significativos no entendimento da gravitação. No entanto, foi Newton quem primeiramente propôs uma forma matemática precisa e a utilizou para demonstrar que os corpos celestes deveriam seguir trajetórias em forma de seções cônicas, incluindo círculos, elipses, parábolas e hipérboles. Essa projeção teórica foi um triunfo notável, uma vez que já se sabia há algum tempo que luas, planetas e cometas seguiam essas trajetórias, mas ninguém havia sido capaz de elucidar o mecanismo que os levasse a seguir essas trajetórias específicas e não outras. A magnitude da força em cada objeto (um tem massa maior que o outro) é a mesma, de acordo com a terceira lei de Newton.
A partir das leis de Kepler, Newton mostrou que tipos de forças devem ser necessárias para manter os planetas em suas órbitas. Ele calculou como a força deveria ser na superfície da Terra. Essa força provou ser a mesma que dá à massa sua aceleração.
Diz uma lenda que, quando tinha 23 anos, Newton viu uma maçã cair de uma árvore e compreendeu que a mesma força que a fazia cair mantinha a Lua em sua órbita em torno da Terra.
Conforme os primeiros relatos, Newton encontrou sua inspiração para estabelecer a relação entre a queda dos corpos e os movimentos astronômicos ao testemunhar uma maçã caindo de uma árvore. Esse evento o levou a uma percepção crucial: se a força gravitacional pudesse estender-se além do solo até a árvore, também poderia alcançar o Sol. A anedota da maçã de Newton tornou-se parte do folclore mundial, embora sua veracidade possa estar ancorada em fatos.
A importância atribuída a essa inspiração está ligada ao fato de que as leis universais da gravitação de Newton e suas leis do movimento responderam a questionamentos ancestrais sobre a natureza, fornecendo um sólido suporte à noção de simplicidade e unidade subjacentes à realidade natural. Os cientistas ainda anseiam que a simplicidade subjacente seja revelada através de suas contínuas investigações sobre a natureza.  

## Corpos de simetria esférica e a gravitação
As partículas dos corpos que possuem uma distribuição de massa simetricamente esférica, como estrelas, luas e planetas, tendem a se aproximar do centro de massa. Assim, um acumulado de poeira cósmica ao aglutinar-se, as partículas começam a se aproximar de forma uniforme, pois quanto mais acumuladas, mais força têm para comprimi-las. Por isso os corpos geralmente assumem uma forma esférica, visto que, quando sua massa é pequena esse efeito é bastante baixo e os corpos podem ter alterações em seus formatos.

## Formulação da Lei da Gravitação Universal

Dois corpos puntiformes m_{1} e m_{2} atraem-se exercendo entre si forças de mesma intensidade F_{1} e F_{2}, proporcionais ao produto das duas massas e inversamente proporcionais ao quadrado da distância (r) entre elas. G é a constante gravitacional.

A lei da gravitação universal diz que duas partículas quaisquer do Universo se atraem gravitacionalmente por meio de uma força que é diretamente proporcional ao produto de suas massas e inversamente proporcional ao quadrado da distância que as separa.
A força gravitacional é sempre atrativa e sua magnitude depende apenas das massas das partículas envolvidas e da distância que as separa. Expressando-se na linguagem moderna, a lei universal da gravitação de Newton estabelece que cada partícula no universo exerce uma atração em todas as outras partículas ao longo de uma linha que as conecta.
Se os corpos não são de partículas ou não podem ser considerados como pontos materiais, a distância estabelecida entre elas deve ser medida em relação ao centro de massa delas, ou seja pontos onde pode-se supor que está concentrada toda a massa do corpo ou o sistema de corpos.
{\displaystyle {\vec {F}}_{1}=-{\vec {F}}_{2}=||{\vec {F}}||{\frac {\vec {r}}{\|{\vec {r}}\|}}=G{\frac {m_{1}m_{2}}{r^{2}}}{\frac {\vec {r}}{\|{\vec {r}}\|}}=G{\frac {m_{1}m_{2}}{r^{3}}}{\vec {r}}}
onde 
F1 (F2) é a força, sentida pelo corpo 1 (2) devido ao corpo 2 (1), medida em newtons;
{\displaystyle G=6,67\times 10^{-11}{\text{Nm}}^{2}/{\text{kg}}^{2}} é constante gravitacional universal, que determina a intensidade da força,
m 1 e m2 são as massas dos corpos que se atraem entre si, medidas em quilogramas; e
r é a distância entre os dois corpos, medida em metros;
{\displaystyle {\hat {r}}} o versor do vetor que liga o corpo 1 ao corpo 2. 
A constante gravitacional universal foi medida anos mais tarde por Henry Cavendish. A descoberta da lei da gravitação universal se deu em 1685 como resultado de uma série de estudos e trabalhos iniciados muito antes.
O estabelecimento de uma lei de gravitação, que unifica todos os fenômenos terrestres e celestes de atração entre os corpos, teve enorme importância para a evolução da ciência moderna.
A lei da gravitação de Newton leva a observação de Galileu, de que todas as massas caem com a mesma aceleração, a um passo adiante, explicando essa observação em termos de uma força que faz com que os objetos caiam - na verdade, em termos de uma força de atração universal existente entre as massas.

## Problema de Kepler
O problema de Kepler é um caso especial do problema dos dois corpos, em que os dois corpos interagem por uma força central que varia proporcionalmente ao inverso do quadrado da distância.[carece de fontes?] Esse problema resume-se a usar a segunda lei de Newton para escrever as equações de movimento do sistema, descobrindo sua trajetória no espaço. Isto é:
{\displaystyle {\vec {F}}=-{\frac {GMm}{r^{2}}}{\hat {r}}}

### Sistema polar de coordenadas
Um sistema de coordenadas adequado para resolver o problema é o sistema de coordenadas polares, de coordenadas {\displaystyle r} e {\displaystyle \theta }, que se relacionam com as coordenadas cartesianas {\displaystyle x} e {\displaystyle y} da seguinte maneira:
{\displaystyle x=r\cos \theta }
{\displaystyle y=r\sin \theta }
Para resolver o problema, é necessário saber como a aceleração {\displaystyle {\vec {a}}} é escrita em coordenadas polares, isto é, como combinação linear dos versores {\displaystyle {\hat {r}}} e {\displaystyle {\hat {\theta }}}. Como {\displaystyle {\vec {a}}={\frac {d^{2}{\vec {r}}}{dt^{2}}}={\ddot {\vec {r}}}}, basta derivar duas vezes o vetor posição {\displaystyle {\vec {r}}} em relação ao tempo para encontrar a aceleração. Em coordenadas polares:
{\displaystyle {\vec {r}}=r{\hat {r}}}
Derivando a expressão, pela regra do produto:
{\displaystyle {\dot {\vec {r}}}={\dot {r}}{\hat {r}}+r{\dot {\hat {r}}}}
Para encontrar {\displaystyle {\dot {\hat {r}}}} é necessário recorrer às seguintes relações:
{\displaystyle {\hat {r}}=(\cos \theta ){\hat {x}}+(\sin \theta ){\hat {y}}}
{\displaystyle {\hat {\theta }}=(-\sin \theta ){\hat {x}}+(\cos \theta ){\hat {y}}}
Daí se conclui que {\displaystyle {\dot {\hat {r}}}={\dot {\theta }}{\hat {\theta }}} e, portanto:
{\displaystyle {\dot {\vec {r}}}={\dot {r}}{\hat {r}}+r{\dot {\theta }}{\hat {\theta }}}
Derivando mais uma vez e usando a relação {\displaystyle {\dot {\hat {\theta }}}=-{\dot {\theta }}{\hat {r}}}:
{\displaystyle {\ddot {\vec {r}}}=({\ddot {r}}-r{\dot {\theta }}^{2}){\hat {r}}+(r{\ddot {\theta }}+2{\dot {r}}{\dot {\theta }}){\hat {\theta }}}

### Resolução da segunda lei de Newton
Pela segunda lei de Newton:
{\displaystyle {\vec {F}}=m{\vec {a}}=-{\frac {GMm}{r^{2}}}{\hat {r}}}
Cancelando a massa {\displaystyle m} de ambos os lados da equação e escrevendo {\displaystyle {\vec {a}}={\ddot {\vec {r}}}} em coordenadas polares, obtém-se a seguinte equação vetorial:
{\displaystyle ({\ddot {r}}-r{\dot {\theta }}^{2}){\hat {r}}+(r{\ddot {\theta }}+2{\dot {r}}{\dot {\theta }}){\hat {\theta }}=\left(-{\frac {GM}{r^{2}}}\right){\hat {r}}}
Originando duas equações escalares de movimento:
{\displaystyle {\ddot {r}}-r{\dot {\theta }}^{2}=-{\frac {GM}{r^{2}}}} {\displaystyle (1)}
{\displaystyle r{\ddot {\theta }}+2{\dot {r}}{\dot {\theta }}=0} {\displaystyle (2)}
Multiplicando {\displaystyle (2)} por {\displaystyle mr}, percebe-se que há conservação do momento angular {\displaystyle L}:
{\displaystyle mr^{2}{\ddot {\theta }}+2mr{\dot {r}}{\dot {\theta }}={\frac {d}{dt}}(mr^{2}{\dot {\theta }})={\frac {dL}{dt}}=0}
{\displaystyle L=mr^{2}{\dot {\theta }}}
Eliminando {\displaystyle {\dot {\theta }}} em {\displaystyle (1)} através de {\displaystyle (2)} pela relação {\displaystyle {\dot {\theta }}={\frac {d\theta }{dt}}={\frac {L}{mr^{2}}}}, obtém-se:
{\displaystyle {\ddot {r}}-{\frac {L^{2}}{m^{2}r^{3}}}=-{\frac {GM}{r^{2}}}}
Tal equação diferencial de {\displaystyle r} em função de {\displaystyle t} pode ser modificada de modo que {\displaystyle r} seja uma função de {\displaystyle \theta } modificando a segunda derivada temporal através da regra da cadeia:
{\displaystyle {\ddot {r}}={\frac {d^{2}r}{dt^{2}}}={\frac {d}{dt}}\left({\frac {dr}{dt}}\right)={\frac {d\theta }{dt}}{\frac {d}{d\theta }}\left({\frac {d\theta }{dt}}{\frac {dr}{d\theta }}\right)={\frac {L}{mr^{2}}}{\frac {d}{d\theta }}\left({\frac {L}{mr^{2}}}{\frac {dr}{d\theta }}\right)={\frac {L}{mr^{2}}}\left[{\frac {dr}{d\theta }}{\frac {d}{dr}}\left({\frac {L}{mr^{2}}}\right){\frac {dr}{d\theta }}+\left({\frac {L}{mr^{2}}}{\frac {d^{2}r}{d\theta ^{2}}}\right)\right]}
{\displaystyle {\ddot {r}}={\frac {L^{2}}{m^{2}r^{4}}}{\frac {d^{2}r}{d\theta ^{2}}}-{\frac {{2}L^{2}}{m^{2}r^{5}}}\left({\frac {dr}{d\theta }}\right)^{2}}
Resulta, então a seguinte equação para a função {\displaystyle r(\theta )}:
{\displaystyle {\frac {L^{2}}{m^{2}r^{4}}}{\frac {d^{2}r}{d\theta ^{2}}}-{\frac {{2}L^{2}}{m^{2}r^{5}}}\left({\frac {dr}{d\theta }}\right)^{2}-{\frac {L^{2}}{m^{2}r^{3}}}=-{\frac {GM}{r^{2}}}} {\displaystyle (3)}
Para resolver {\displaystyle (3)}, define-se a função {\displaystyle u(\theta )\equiv {\frac {1}{r(\theta )}}} e, consequentemente, suas derivadas em relação a {\displaystyle \theta }:
{\displaystyle {\frac {du}{d\theta }}={\frac {-1}{r^{2}}}{\frac {dr}{d\theta }}}
{\displaystyle {\frac {d^{2}u}{d\theta ^{2}}}={\frac {2}{r^{3}}}\left({\frac {dr}{d\theta }}\right)^{2}-{\frac {1}{r^{2}}}{\frac {d^{2}r}{d\theta ^{2}}}}
Substituindo essas novas relações em {\displaystyle (3)}:
{\displaystyle -{\frac {L^{2}}{m^{2}r^{2}}}\left[{\frac {2}{r^{3}}}\left({\frac {dr}{d\theta }}\right)^{2}-{\frac {1}{r^{2}}}{\frac {d^{2}r}{d\theta ^{2}}}+{\frac {1}{r}}\right]=-{\frac {GM}{r^{2}}}}
{\displaystyle -{\frac {L^{2}}{m^{2}r^{2}}}\left({\frac {d^{2}u}{d\theta ^{2}}}+u\right)=-{\frac {GM}{r^{2}}}}
Resultando, finalmente, na equação do oscilador harmônico:
{\displaystyle {\frac {d^{2}u}{d\theta ^{2}}}+u={\frac {GMm^{2}}{L^{2}}}}
Cuja solução geral pode ser escrita como:
{\displaystyle u(\theta )={\frac {GMm^{2}}{L^{2}}}+A\cos \left(\theta -\delta \right)}
Em que {\displaystyle A} e {\displaystyle \delta } são constantes arbitrárias. É conveniente escrever {\displaystyle A={\frac {GMm^{2}}{L^{2}}}\epsilon }, em que {\displaystyle \epsilon } é a nova constante, denominada excentricidade. Assim, {\displaystyle r(\theta )} resulta ser:
{\displaystyle r(\theta )={\frac {L^{2}}{GMm^{2}}}{\frac {1}{1+\epsilon \cos \left(\theta -\delta \right)}}}